# Border terrier
El Border Terrier es una raza de perro perteneciente al grupo de los terrier originaria del Reino Unido de la zona fronteriza de Inglaterra y Escocia.

## Carácter
Se muestra cariñoso con su amo y hostil con los extraños. Le encanta el aire libre y hacer ejercicio, mejor si es en el campo. Como Lulú 

## Apariencia
El Border terrier tiene un pelaje interno bajo y suave y un pelaje externo duro e hirsuto. Los colores incluyen grisáceo y canela, y(a veces casi negro), rojizo y grisáceo , comúnmente marrón.

## Cuidado
El pelaje debe ser estirado a mano regularmente, si no se hace, en la parte superior se hace largo y peludo y se muere. 
El pelaje nunca debe ser cortado, excepto el área alrededor de la cara donde se encuentran partes escuálidas de pelo, recortar el pelaje alrededor de su espalda puede arruinarlo y hacerlo rizado y no volver a ser normal, además de generar problemas de piel.

## Cometido
El Border Terrier se usaba originalmente para sacar zorros de su madriguera. Asimismo, es un excelente ratonero que no se está tranquilo hasta que no ha exterminado todo lo que tiene pelo y se esconde

## Historia
La raza es originaria del Reino Unido y se cree que ha sido cruzado con razas del norte de Inglaterra.La raza fue establecida a principios del siglo XIX.

## Ejemplares famosos
- Puffy en There's Something About Mary
- Coprotagonista en Lassie ("Toots".)[1]
- Puede ser visto un Border Terrier en el regazo del Viejo Monty en La matanza de Texas (2003)
- Hubble (o Canido-3942) en Un perro de otro mundo
- Reggie en Strays